# Garde civile
Pour les articles homonymes, voir Guardia et Garde civile (homonymie).
 (janvier 2019).
Si vous disposez d'ouvrages ou d'articles de référence ou si vous connaissez des sites web de qualité traitant du thème abordé ici, merci de compléter l'article en donnant les références utiles à sa vérifiabilité et en les liant à la section « Notes et références ».

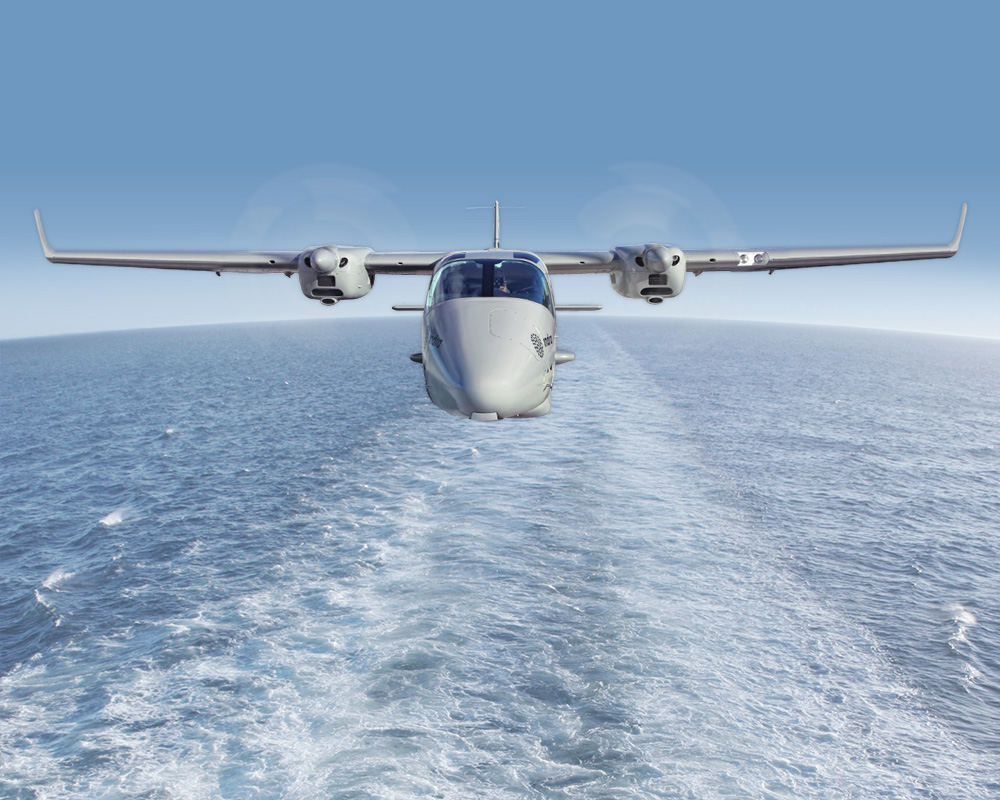
Avion de patrouille maritime Tecnam P2006T de la Garde civile

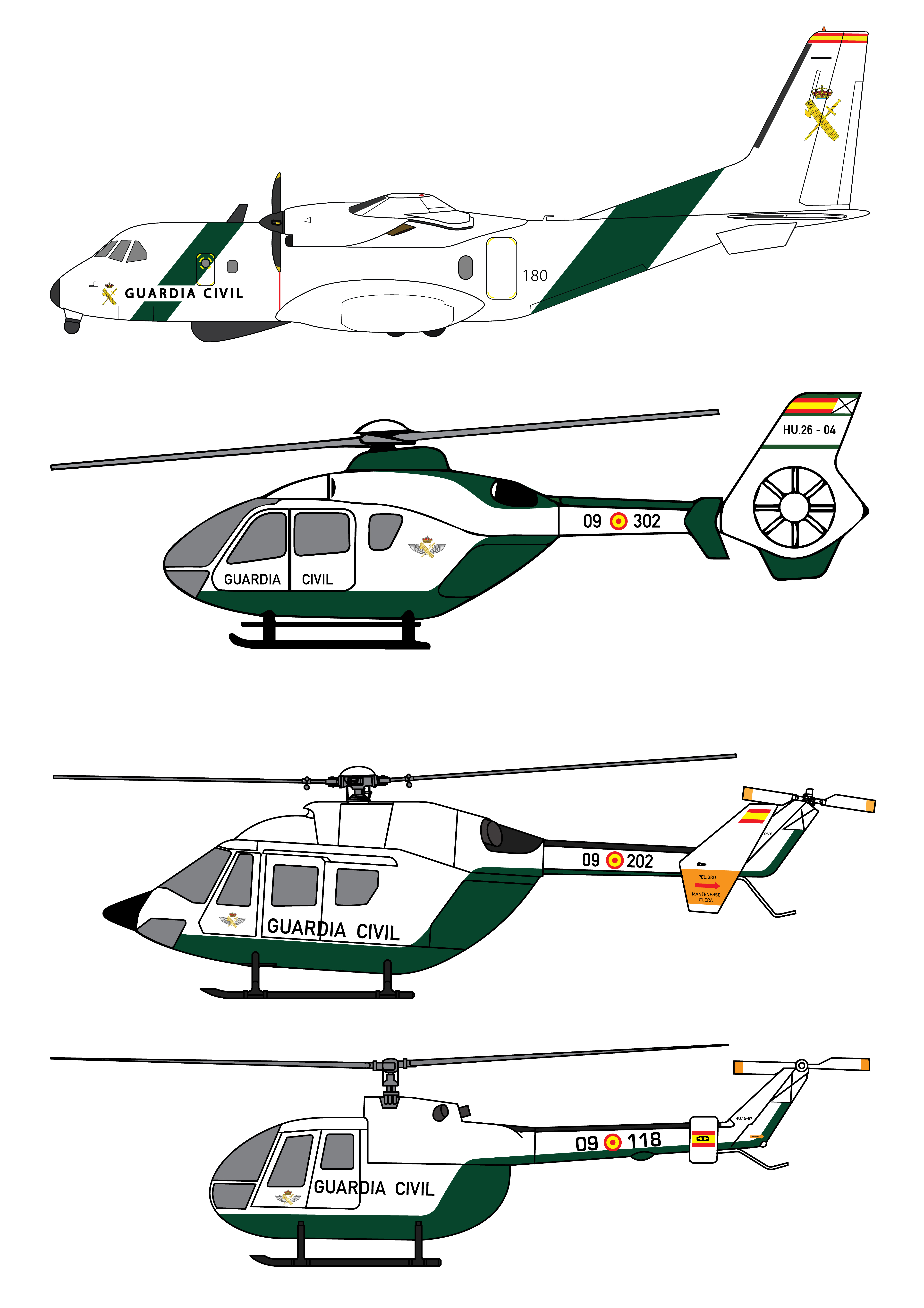
Avion et hélicoptère de la Garde civile: CN-235, EC-135, MBB-Kawasaki BK 117, Bölkow Bo 105

La garde civile (en espagnol : Guardia Civil, ou Benemérita) est, en Espagne, le corps national de Gendarmerie (c’est-à-dire, une force de police à statut militaire). Elle a été créée par le décret royal du 28 mars 1844. Son fondateur historique est le duc d'Ahumada, Francisco Javier Girón.

## Histoire
L'Espagne, à la fin de la première guerre carliste, connaît de graves problèmes de sécurité publique dans les zones rurales. D'importants pillages sont organisés par des bandes armées dans les nombreuses fermes et villages que compte alors l'Espagne. Le nouveau gouvernement, conscient de la gravité de la situation, décide de la création d'une force de sécurité spécialisée dans le maintien de l'ordre. Le ministre de l'intérieur, général Narvaez, très féru d'ordre, crée par décret de la sécurité publique le 26 janvier 1844 une police rurale dont les règlements s'inspiraient directement de ceux en vigueur dans la gendarmerie française. Force policière et militaire, la garde civile dépendra, au niveau de l'organisation, de la discipline, des cadres supérieurs et du matériel de l'armée ; elle sera dès sa création au service de l'État et non pas d'un parti (comme ce fut le cas des milices créées par les libéraux après la guerre d'Indépendance). Les objectifs qui seront fixés à cette institution correspondent donc aux préoccupations du pouvoir. Il s'agissait d'éliminer le banditisme bien enraciné dans le sud de l'Espagne, de protéger la propriété privée des grands terratenientes, de défendre l'ordre public et la sécurité, en collaboration avec les forces armées, et enfin d'enraciner, par une présence sur l'ensemble du territoire, la conception unitaire de l'État.
La création de la garde civile aura deux conséquences majeures pour l'histoire de l'Espagne contemporaine : la militarisation du concept d'ordre public (en vigueur jusqu'à la fin du franquisme) et la centralisation par la force de l'État espagnol. 
- Le décret du 15 avril 1844 charge le ministère de la Guerre d'organiser le corps.
- Le décret royal du 13 mai 1844 formalise les principes d'organisation de la garde civile. Ils sont toujours en vigueur aujourd'hui.
- Le décret ministériel du 9 octobre 1844 établit les droits et pouvoirs de la Guardia Civil, son unité d'organisation, liée à l'égard de leur situation particulière du ministère de l'intérieur et l'objet principal de l'institution : « la préservation de l'ordre public, la protection des personnes et des biens (...) et aider à réclamer l'application des lois. »
- Le décret du 16 janvier 1845 institue un code moral dont les principes, contenus dans la Cartilla del Guardia Civil, sorte de code d'honneur, sont également en vigueur.

## La guerre civile
La montée des contestations sociales et de la violence qui en découle après la proclamation de la IIe République en 1931 amène certains officiers de l'armée à tenter de s'emparer du pouvoir pour rétablir l'autorité de l'État (Coup d'État des 17 et 18 juillet 1936). Son échec accélère l'effondrement de l'État espagnol et accroit les divisions au sein des forces de sécurité, partagée entre leur soutien à la République et leur désir d'un retour à l'ordre (manifesté par les nationalistes putschistes).
Les forces de la garde civile ne sont pas épargnées par ce dilemme et 53 % des effectifs dont la plus haute autorité du corps, l'inspecteur général Sebastián Pozas, restent fidèles au gouvernement républicain. La garde pro-gouvernement changera de nom pour celui de garde nationale républicaine (Guardia Nacional Republicana).
Le général républicain José Aranguren, commandant de la 4e Division organique de la garde civile et gouverneur militaire de Valence, est arrêté par les troupes franquistes victorieuses entrées dans la ville de Valence fin mars 1939. Après avoir été jugé et condamné pour trahison par la cour martiale, le général Aranguren est condamné à la peine de mort et exécuté sommairement le 22 avril de la même année.
La fin de la guerre civile et l'affermissement de la dictature du général Francisco Franco amène une réorganisation complète de l'État et de la garde civile. La loi du 15 mars 1940 confirme le rôle de la garde civile en tant que force de maintien de l'ordre. Elle est renforcée par les effectifs des anciens carabiniers des côtes et frontières, et récupère les missions de surveillance des frontières et la répression de la fraude et de la contrebande. 
La nouvelle police, avec un budget important et de nouveaux équipements, remplit fidèlement son rôle de protection des institutions franquistes et de répression des opposants. La garde civile, forte de 80 000 hommes, combat férocement les maquis constitués d'éléments des ex-armées républicaines vaincues en 1938. Cet affrontement s'achève en 1952 par la localisation par les forces de police des dernières poches de résistance.
En 1959 est confiée à la garde civile la surveillance et la réglementation de la circulation sur les routes.
La mort de Franco en 1975 et la démocratisation du régime amène la Garde à perdre une partie de ses prérogatives (partage du maintien de l'ordre avec les forces de polices locales), la fin de la répression des opposants politiques et un meilleur respect des procédures de justice. Mais contrairement au souhait de beaucoup de victimes du franquisme, les officiers de la garde ne sont pas poursuivis en justice pour leur rôle dans la répression des opposants.

## Missions

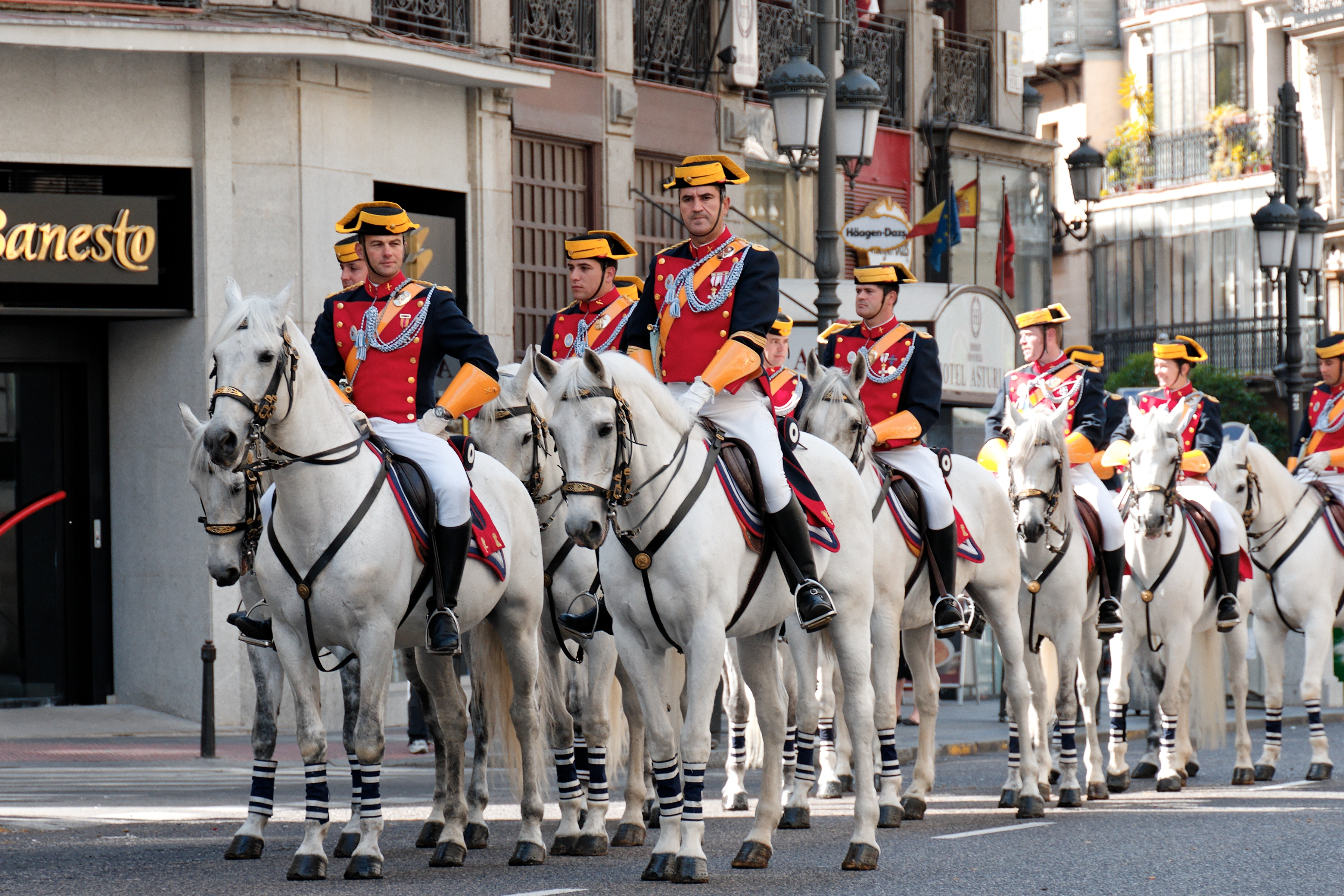
Garde civile à cheval en uniforme de gala pour les cérémonies du Dos de Mayo 2008 à Madrid.

Force armée exerçant des missions de sécurité, comparable à la gendarmerie nationale française, la garde civile est placée sous la tutelle de trois ministères :
- le ministère de l'Intérieur pour les missions touchant à la sécurité publique, les rétributions, les affectations et le matériel. Le secrétariat d'État à la Sécurité a été créé afin de coordonner les actions de la garde civile, du Corps national de police et des polices régionales et municipales.
- le ministère de la Défense pour l'administration du personnel, l'avancement et l'exécution des missions à caractère militaire (en temps de guerre, le corps se retrouverait sous subordination exclusivement militaire) ;
- le ministère des Finances pour le service relevant du domaine fiscal.

Pour l'exécution de missions spécifiques, elle peut dépendre également du ministère des Travaux publics, de celui de l'Environnement ou de l'Agriculture.
Depuis 1991, elle a repris des fonctions de patrouilles maritimes littorales et fluviales dévolues à la marine espagnole avec la création du Service maritime de la Garde Civile.
Dans le cadre de la coopération internationale pour sécuriser les grands événements sportifs, des effectifs de la Garde Civile ont été déployés en 2024 lors du Tour de France et des Jeux Olympiques de Paris.

## Grades
| Code OTAN | OF-8                       | OF-7                          | OF-6                         | OF-5              | OF-4                       | OF-3                 | OF-2              | OF-1               | OF-1              |
| --------- | -------------------------- | ----------------------------- | ---------------------------- | ----------------- | -------------------------- | -------------------- | ----------------- | ------------------ | ----------------- |
| Espagne   | Divisa de teniente general | Divisa de general de División | Divisa de general de Brigada | Divisa de coronel | Divisa de teniente coronel | Divisa de comandante | Divisa de capitán | Divisa de teniente | Divisa de alférez |
| Espagne   | Lieutenant-général         | Général de division           | Général de brigade           | Colonel           | Lieutenant-colonel         | Commandant           | Capitaine         | Lieutenant         | Sous-lieutenant   |
|           |                            |                               |                              |                   |                            |                      |                   |                    |                   |

| Code OTAN | OR-9                       | OR-9                       | OR-9                       | OR-9                  | OR-9                  | OR-9                  | OR-8              | OR-8              | OR-7                       | OR-7                       | OR6                | OR6                | OR6                | OR6                | OR6                | OR6                | OR-5                 | OR-5                 | OR-5                 | OR-5                 | OR-5                 | OR-5                 | OR-4                   | OR-4                   | OR-3              | OR-3              | OR-2                               | OR-2                               | OR-2                               | OR-2                               | OR-2                               | OR-2                               | OR-1                    |
| --------- | -------------------------- | -------------------------- | -------------------------- | --------------------- | --------------------- | --------------------- | ----------------- | ----------------- | -------------------------- | -------------------------- | ------------------ | ------------------ | ------------------ | ------------------ | ------------------ | ------------------ | -------------------- | -------------------- | -------------------- | -------------------- | -------------------- | -------------------- | ---------------------- | ---------------------- | ----------------- | ----------------- | ---------------------------------- | ---------------------------------- | ---------------------------------- | ---------------------------------- | ---------------------------------- | ---------------------------------- | ----------------------- |
| Espagne   | Divisa de suboficial mayor | Divisa de suboficial mayor | Divisa de suboficial mayor | Divisa de subteniente | Divisa de subteniente | Divisa de subteniente | Divisa de brigada | Divisa de brigada | Divisa de sargento primero | Divisa de sargento primero | Divisa de sargento | Divisa de sargento | Divisa de sargento | Divisa de sargento | Divisa de sargento | Divisa de sargento | Divisa de cabo mayor | Divisa de cabo mayor | Divisa de cabo mayor | Divisa de cabo mayor | Divisa de cabo mayor | Divisa de cabo mayor | Divisa de cabo primero | Divisa de cabo primero | Divisa de cabo    | Divisa de cabo    | Divisa de guardia civil de primera | Divisa de guardia civil de primera | Divisa de guardia civil de primera | Divisa de guardia civil de primera | Divisa de guardia civil de primera | Divisa de guardia civil de primera | Divisa de guardia civil |
| Espagne   | Major                      | Major                      | Major                      | Adjudant chef         | Adjudant chef         | Adjudant chef         | Adjudant          | Adjudant          | Sergent-chef               | Sergent-chef               | Sergent            | Sergent            | Sergent            | Sergent            | Sergent            | Sergent            | Caporal-chef         | Caporal-chef         | Caporal-chef         | Caporal-chef         | Caporal-chef         | Caporal-chef         | Caporal 1re classe     | Caporal 1re classe     | Caporal 2e classe | Caporal 2e classe | Garde civil 1re classe             | Garde civil 1re classe             | Garde civil 1re classe             | Garde civil 1re classe             | Garde civil 1re classe             | Garde civil 1re classe             | Garde civil 2e classe   |

| Espagne | Guardia Alumno    | Guardia Alumno | Guardia Alumno |
| Espagne | Élève Garde Civil |                |                |